# گمینا یوزفوو
گمینا یوزفوو (به لهستانی:  Gmina Józefów) یک گمینا در لهستان است که در شهرستان بیوگورای واقع شده‌است. گمینا یوزفوو ۱۲۶٫۴۶ کیلومتر مربع مساحت و ۷٬۲۶۶ نفر جمعیت دارد.